# Heterorachis acuta
Heterorachis acuta är en fjärilsart som beskrevs av Claude Herbulot 1954. Heterorachis acuta ingår i släktet Heterorachis och familjen mätare. Inga underarter finns listade i Catalogue of Life.